# آختا (باشقیرستان)
آختا (انگلیسی: Akhta, Republic of Bashkortostan) یک شهرک در شهرستان کوشنارنکوفسکی جمهوری باشقیرستان در کشور روسیه است.